# Yorkshire Philosophical Society
Yorkshire Philosophical Society (YPS) är ett sällskap med ändamål att gynna naturvetenskap, arkeologi och historia.

## Historia
Sällskapet grundades i York, England, i december 1822 av James Atkinson (1759-1839), William Salmond (1769-1838), Anthony Thorpe (1759-1829) och William Vernon (1789-1871) med syfte att bland annat att skapa ett lokalt vetenskapligt bibliotek och museum. Geologen John Phillips anställdes 1825 som sällskapets förste museiföreståndare. Sällskapet fick 1828, genom kunglig förläning, ett stycke mark som tillhört St Mary's Abbey och på detta uppfördes 1829 Yorkshire Museum, vilket öppnade 1830, och en botanisk trädgård anlades. År 1831 arrangerade YPS det möte vid vilket British Association for the Advancement of Science bildades.